# Валдайский район
Валда́йский райо́н — административно-территориальная единица (район) и муниципальное образование (муниципальный район) в составе Новгородской области Российской Федерации.
Административный центр — город Валдай.

## География
Площадь территории — 2701,63 км². Высшая точка района — холм у села Зимогорье, в 2 км к юго-востоку от города Валдай.
Район расположен в юго-восточной части Новгородской области. На севере Валдайский район граничит с Крестецким и Окуловским, на юго-востоке — с Демянским районами Новгородской области, на востоке от него расположен Бологовский район Тверской области.
В районе насчитывается около 100 озёр, в том числе такое крупное, как Валдайское озеро. Высшая точка района 296 м — гора Рыжоха у одноимённой деревни, расположенной у северного подножия холма, в 7 км к северу от озера Вельё.

## История
Валдайский район был образован в августе 1927 года в составе Боровичского округа Ленинградской области. В район вошли следующие сельсоветы бывшего Валдайского уезда Новгородской губернии:
- из Березайской волости: Едновский
- из Валдайской волости: Большеуклеинский, Боровский, Быковский, Варницкий, Городенский, Дворецкий, Добываловский, Долгогорский, Зимогорский, Ивантеевский, Клевецкий, Кувизинский, Лутовенский, Миронегский, Миронушский, Моисеевский, Наволокский, Небылицкий, Полосовский, Почепский, Русско-Новиковский, Станковский, Старинский, Угривский, Шуйский, Яжелбицкий
- из Едровской волости: Бельский, Едровский, Красиловский, Насакинский, Селищенский, Ситенский, Старовский
- из Локотской волости: Байневский, Борисовский, Будановский, Ватецкий, Костковский, Лучкинский, Новотроицкий, Новоселовский, Носковский, Теребенский, Тереховский, Шахновский.

Вскоре были упразднены Ватецкий и Теребенский с/с и образован Заозерицкий с/с.
В ноябре 1928 года был образован Соколовский с/с. Клевецкий с/с был переименован в Яконовский. Упразднены Байневский, Борисовский, Варницкий, Заозерицкий, Костковский, Кувизинский, Миронушский, Насакинский, Небылицкий, Новоселовский, Носковский, Ситенский, Старинский, Старовский, Тереховский, Угривский и Шахновский с/с.
В июле 1930 года округа были упразднены и Валдайский район перешёл в прямое подчинение Ленинградской области.
4 января 1931 года Яконовский с/с получил статус карельского национального (сохранял этот статус до 22 февраля 1939 года).
5 июля 1944 года Валдайский район вошёл в Новгородскую область.
8 июня 1954 года были упразднены Боровской, Быковский, Добываловский, Долгогорский, Едновский, Ивантеевский, Красиловский, Русско-Новиковский, Селищенский и Соколовский с/с.
30 декабря 1956 года были образованы Быковский, Ивантеевский и Красиловский с/с. 18 сентября 1958 года были образованы Долгогорский и Русско-Новиковский с/с.
9 апреля 1960 года были упразднены Городенский и Красиловский с/с. 17 января 1961 года были упразднены Почепский и Новотроицкий с/с. 12 апреля были упразднены Долгогорский и Моисеевский с/с. 17 августа был упразднён Будановский с/с. 30 марта 1962 года были упразднены Русско-Новиковский и Яконовский с/с.
1 февраля 1963 года Валдайский район был упразднён, а его территория передана в Валдайский сельский район. Город Валдай был передан в Крестянский промышленный район. 12 января 1965 года Валдайский район был восстановлен. В его состав вошли город Валдай, рабочий посёлок Лычково и сельсоветы: Бельский, Быковский, Дворецкий, Едровский, Заборовский, Задненский, Зимогорский, Ивантеевский, Кневицкий, Красейский, Кстеченский, Лутовенский, Лучкинский, Любницкий, Мелеченский, Миронежский, Наволокский, Полосовский, Станковский, Сухонивский, Шуйский и Яжелбицкий.
14 апреля 1965 года Красейский с/с был передан в Демянский район.
6 января 1969 года р.п. Лычково, а также Кневицкий, Задненский и Мелеченский с/с были переданы в Демянский район.
9 марта 1971 года был упразднён Полосовский с/с. 28 марта 1977 года упразднён Кстеченский с/с. 17 октября упразднён Быковский с/с.
23 июля 1980 года Станковский с/с был переименован в Рощинский.
11 февраля 1982 года был упразднён Миронежский с/с.

## Население
| 1959    | 1989    | 2002    | 2006    | 2007    | 2008    | 2009    |
| ------- | ------- | ------- | ------- | ------- | ------- | ------- |
| 27 823  | ↗32 227 | ↘29 943 | ↘27 919 | ↘27 355 | ↘26 886 | ↘26 406 |
| 2010    | 2012    | 2013    | 2014    | 2015    | 2016    | 2017    |
| ↗26 476 | ↘25 564 | ↘24 974 | ↘24 585 | ↘24 237 | ↘24 168 | ↘23 776 |
| 2018    | 2019    | 2020    | 2021    |         |         |         |
| ↘23 548 | ↘23 122 | ↘22 854 | ↘22 318 |         |         |         |

### Урбанизация
В городских условиях (город Валдай) проживают  63,06 % населения района.

### Национальный состав
По итогам переписи населения 2020 года проживали следующие национальности (национальности менее 0,1 % и другое, см. в сноске к строке «Другие»):
| Национальность | Численность, чел. | Доля     |
| -------------- | ----------------- | -------- |
| Русские        | 18 462            | 82,72 %  |
| Украинцы       | 128               | 0,57 %   |
| Армяне         | 54                | 0,24 %   |
| Азербайджанцы  | 53                | 0,24 %   |
| Татары         | 51                | 0,23 %   |
| Белорусы       | 44                | 0,20 %   |
| Мордва         | 41                | 0,18 %   |
| Таджики        | 38                | 0,17 %   |
| Аварцы         | 29                | 0,13 %   |
| Другие         | 3418              | 15,32 %  |
| Итого          | 22 318            | 100,00 % |

## Административно-муниципальное устройство
В Валдайский район в рамках административно-территориального устройства входят 9 поселений как административно-территориальных единиц области, в том числе Валдайское: город Валдай является городом районного значения.
В рамках муниципального устройства, одноимённый Валдайский муниципальный район включает 9 муниципальных образований, в том числе 1 городское поселение и 8 сельских поселений:
| № | Муниципальное образование         | Административный центр | Количество населённых пунктов | Население (чел.) | Площадь (км²) |
| - | --------------------------------- | ---------------------- | ----------------------------- | ---------------- | ------------- |
| 1 | Валдайское городское поселение    | город Валдай           | 2                             | ↘14 746          | 28,41         |
| 2 | Едровское сельское поселение      | село Едрово            | 26                            | ↗1751            | 536,51        |
| 3 | Ивантеевское сельское поселение   | деревня Ивантеево      | 19                            | ↘700             | 363,37        |
| 4 | Короцкое сельское поселение       | посёлок Короцко        | 9                             | ↗586             | 161,95        |
| 5 | Костковское сельское поселение    | деревня Костково       | 22                            | ↘371             | 258,10        |
| 6 | Любницкое сельское поселение      | деревня Любница        | 24                            | ↘665             | 247,00        |
| 7 | Рощинское сельское поселение      | посёлок Рощино         | 18                            | ↗1076            | 337,06        |
| 8 | Семёновщинское сельское поселение | деревня Семёновщина    | 29                            | ↘486             | 341,23        |
| 9 | Яжелбицкое сельское поселение     | село Яжелбицы          | 35                            | ↘1937            | 408,00        |

Областным законом от 11 ноября 2005 года № 559-ОЗ на территории района было образовано 10 поселений как административно-территориальных единиц области. 1 января 2006 года в рамках муниципального устройства Областным законом от 22 декабря 2004 года N 371-ОЗ на территории муниципального района было образовано 10 муниципальных образований: одно городское и 9 сельских поселений.
Областным законом от 30 марта 2010 года № 716-ОЗ Шуйское сельское поселение  (поселение) было упразднено, его территория была включена в Рощинское сельское поселение  (поселение).

### Населённые пункты
В Валдайском районе 184 населённых пункта.
| №   | Населённый пункт | Тип     | Население | Муниципальное образование         |
| --- | ---------------- | ------- | --------- | --------------------------------- |
| 1   | Аксентьево       | деревня | 80        | Яжелбицкое сельское поселение     |
| 2   | Апаницы          | деревня | 0         | Яжелбицкое сельское поселение     |
| 3   | Афанасово        | деревня | 4         | Едровское сельское поселение      |
| 4   | Байнёво          | деревня | 11        | Рощинское сельское поселение      |
| 5   | Бель             | деревня | 9         | Едровское сельское поселение      |
| 6   | Большое Городно  | деревня | 7         | Ивантеевское сельское поселение   |
| 7   | Большое Замошье  | деревня | 101       | Семёновщинское сельское поселение |
| 8   | Большое Носакино | деревня | 5         | Едровское сельское поселение      |
| 9   | Большое Уклейно  | деревня | 20        | Ивантеевское сельское поселение   |
| 10  | Бор              | деревня | 17        | Короцкое сельское поселение       |
| 11  | Борисово         | деревня | 0         | Рощинское сельское поселение      |
| 12  | Борцово          | деревня | 10        | Яжелбицкое сельское поселение     |
| 13  | Бояры            | деревня | 15        | Семёновщинское сельское поселение |
| 14  | Брод             | деревня | 32        | Костковское сельское поселение    |
| 15  | Буданово         | деревня | 13        | Костковское сельское поселение    |
| 16  | Буяково          | деревня | 7         | Ивантеевское сельское поселение   |
| 17  | Быково           | деревня | 10        | Костковское сельское поселение    |
| 18  | Быльчино         | деревня | 1         | Любницкое сельское поселение      |
| 19  | Валдай           | город   | ↗14 074   | Валдайское городское поселение    |
| 20  | Ванютино         | деревня | 0         | Едровское сельское поселение      |
| 21  | Варницы          | деревня | 16        | Яжелбицкое сельское поселение     |
| 22  | Ватцы            | деревня | 16        | Костковское сельское поселение    |
| 23  | Великий Двор     | деревня | 2         | Яжелбицкое сельское поселение     |
| 24  | Вишневка         | деревня | 4         | Ивантеевское сельское поселение   |
| 25  | Высокуша         | деревня | 1         | Любницкое сельское поселение      |
| 26  | Гагрино          | деревня | 3         | Короцкое сельское поселение       |
| 27  | Гвоздки          | деревня | 3         | Едровское сельское поселение      |
| 28  | Глебово          | деревня | 2         | Короцкое сельское поселение       |
| 29  | Горка            | деревня | 7         | Рощинское сельское поселение      |
| 30  | Горки            | деревня | 0         | Любницкое сельское поселение      |
| 31  | Горушки          | деревня | 35        | Яжелбицкое сельское поселение     |
| 32  | Гостевщина       | деревня | 9         | Любницкое сельское поселение      |
| 33  | Дворец           | деревня | 54        | Яжелбицкое сельское поселение     |
| 34  | Дерганиха        | деревня | 0         | Костковское сельское поселение    |
| 35  | Добрилово        | деревня | 2         | Семёновщинское сельское поселение |
| 36  | Добывалово       | деревня | 74        | Едровское сельское поселение      |
| 37  | Долгие Бороды    | деревня | 124       | Рощинское сельское поселение      |
| 38  | Долгие Горы      | деревня | 0         | Яжелбицкое сельское поселение     |
| 39  | Долматово        | деревня | 1         | Любницкое сельское поселение      |
| 40  | Домаши           | деревня | 5         | Семёновщинское сельское поселение |
| 41  | Дубровка         | деревня | 0         | Любницкое сельское поселение      |
| 42  | Еглино           | деревня | 0         | Костковское сельское поселение    |
| 43  | Едно             | деревня | 6         | Рощинское сельское поселение      |
| 44  | Едрово           | село    | 1166      | Едровское сельское поселение      |
| 45  | Ельники          | деревня | 2         | Яжелбицкое сельское поселение     |
| 46  | Ельчино          | деревня | 0         | Короцкое сельское поселение       |
| 47  | Ерёмина Гора     | деревня | 2         | Яжелбицкое сельское поселение     |
| 48  | Ермошкино        | деревня | 23        | Любницкое сельское поселение      |
| 49  | Жерновка         | деревня | 10        | Любницкое сельское поселение      |
| 50  | Житно            | деревня | 4         | Семёновщинское сельское поселение |
| 51  | Заборовье        | деревня | 3         | Семёновщинское сельское поселение |
| 52  | Загорье          | деревня | 979       | Яжелбицкое сельское поселение     |
| 53  | Закидово         | деревня | 3         | Рощинское сельское поселение      |
| 54  | Зелёная Роща     | деревня | 242       | Едровское сельское поселение      |
| 55  | Зехово           | деревня | 0         | Семёновщинское сельское поселение |
| 56  | Зимогорье        | село    | ↘672      | Валдайское городское поселение    |
| 57  | Злодари          | деревня | 6         | Семёновщинское сельское поселение |
| 58  | Ивантеево        | деревня | 859       | Ивантеевское сельское поселение   |
| 59  | Ижицы            | деревня | 352       | Яжелбицкое сельское поселение     |
| 60  | Ильюшкино        | деревня | 3         | Костковское сельское поселение    |
| 61  | Карнаухово       | деревня | 2         | Любницкое сельское поселение      |
| 62  | Карпея           | деревня | 1         | Семёновщинское сельское поселение |
| 63  | Кирилловщина     | деревня | 27        | Семёновщинское сельское поселение |
| 64  | Киселёвка        | деревня | 30        | Яжелбицкое сельское поселение     |
| 65  | Ключи            | деревня | 4         | Рощинское сельское поселение      |
| 66  | Княжёво          | деревня | 0         | Ивантеевское сельское поселение   |
| 67  | Княжово          | деревня | 1         | Яжелбицкое сельское поселение     |
| 68  | Козлово          | деревня | 7         | Ивантеевское сельское поселение   |
| 69  | Копейник         | деревня | 59        | Семёновщинское сельское поселение |
| 70  | Короцко          | деревня | 17        | Короцкое сельское поселение       |
| 71  | Короцко          | посёлок | 428       | Короцкое сельское поселение       |
| 72  | Корытенка        | деревня | 7         | Любницкое сельское поселение      |
| 73  | Костелёво        | деревня | 4         | Едровское сельское поселение      |
| 74  | Костково         | деревня | 116       | Костковское сельское поселение    |
| 75  | Котяты           | деревня | 3         | Семёновщинское сельское поселение |
| 76  | Красивицы        | деревня | 2         | Семёновщинское сельское поселение |
| 77  | Красилово        | деревня | 31        | Едровское сельское поселение      |
| 78  | Крестовая        | деревня | 3         | Яжелбицкое сельское поселение     |
| 79  | Кстечки          | деревня | 15        | Любницкое сельское поселение      |
| 80  | Кувизино         | деревня | 12        | Любницкое сельское поселение      |
| 81  | Кузнецовка       | деревня | 42        | Яжелбицкое сельское поселение     |
| 82  | Куяны            | деревня | 5         | Семёновщинское сельское поселение |
| 83  | Лобаново         | деревня | 0         | Семёновщинское сельское поселение |
| 84  | Лутовёнка        | деревня | 216       | Любницкое сельское поселение      |
| 85  | Лучки            | деревня | 36        | Костковское сельское поселение    |
| 86  | Лысино           | деревня | 0         | Костковское сельское поселение    |
| 87  | Любница          | деревня | 412       | Любницкое сельское поселение      |
| 88  | Макуши           | деревня | 0         | Семёновщинское сельское поселение |
| 89  | Макушино         | деревня | 6         | Едровское сельское поселение      |
| 90  | Малое Городно    | деревня | 9         | Ивантеевское сельское поселение   |
| 91  | Малое Уклейно    | деревня | 2         | Ивантеевское сельское поселение   |
| 92  | Марково          | деревня | 7         | Едровское сельское поселение      |
| 93  | Милятино         | деревня | 2         | Любницкое сельское поселение      |
| 94  | Миробудицы       | деревня | 7         | Ивантеевское сельское поселение   |
| 95  | Миронеги         | деревня | 0         | Яжелбицкое сельское поселение     |
| 96  | Миронушка        | деревня | 9         | Короцкое сельское поселение       |
| 97  | Миронушка        | деревня | 8         | Яжелбицкое сельское поселение     |
| 98  | Мирохны          | деревня | 36        | Семёновщинское сельское поселение |
| 99  | Моисеевичи       | деревня | 3         | Яжелбицкое сельское поселение     |
| 100 | Мосолино         | деревня | 6         | Яжелбицкое сельское поселение     |
| 101 | Мыза             | деревня | 0         | Костковское сельское поселение    |
| 102 | Мысловичи        | деревня | 0         | Ивантеевское сельское поселение   |
| 103 | Наволок          | деревня | 26        | Едровское сельское поселение      |
| 104 | Некрасовичи      | деревня | 0         | Костковское сельское поселение    |
| 105 | Нелюшка          | деревня | 7         | Рощинское сельское поселение      |
| 106 | Немчинова Гора   | деревня | 0         | Яжелбицкое сельское поселение     |
| 107 | Нива             | деревня | 0         | Ивантеевское сельское поселение   |
| 108 | Новая            | деревня | 11        | Рощинское сельское поселение      |
| 109 | Новая Ивановка   | деревня | 4         | Ивантеевское сельское поселение   |
| 110 | Новая Ситенка    | деревня | 44        | Едровское сельское поселение      |
| 111 | Новинка          | деревня | 5         | Едровское сельское поселение      |
| 112 | Новинка          | деревня | 2         | Ивантеевское сельское поселение   |
| 113 | Новотроицы       | деревня | 13        | Рощинское сельское поселение      |
| 114 | Новые Удрицы     | деревня | 6         | Любницкое сельское поселение      |
| 115 | Объездно         | деревня | 1         | Яжелбицкое сельское поселение     |
| 116 | Овинчище         | деревня | 5         | Яжелбицкое сельское поселение     |
| 117 | Падбережье       | деревня | 7         | Любницкое сельское поселение      |
| 118 | Паршино          | деревня | 16        | Яжелбицкое сельское поселение     |
| 119 | Пестово          | деревня | 25        | Яжелбицкое сельское поселение     |
| 120 | Петрово-Сосницы  | деревня | 3         | Любницкое сельское поселение      |
| 121 | Плав             | деревня | 16        | Едровское сельское поселение      |
| 122 | Плотично         | деревня | 5         | Рощинское сельское поселение      |
| 123 | Подольская       | деревня | 12        | Семёновщинское сельское поселение |
| 124 | Пойвищи          | деревня | 14        | Семёновщинское сельское поселение |
| 125 | Поломять         | деревня | 18        | Яжелбицкое сельское поселение     |
| 126 | Полосы           | деревня | 15        | Короцкое сельское поселение       |
| 127 | Почеп            | деревня | 11        | Яжелбицкое сельское поселение     |
| 128 | Приозёрный       | посёлок | 322       | Костковское сельское поселение    |
| 129 | Речка            | деревня | 0         | Едровское сельское поселение      |
| 130 | Рощино           | посёлок | 676       | Рощинское сельское поселение      |
| 131 | Русские Новики   | деревня | 4         | Ивантеевское сельское поселение   |
| 132 | Ручьи            | деревня | 0         | Семёновщинское сельское поселение |
| 133 | Рыбный           | посёлок | 1         | Костковское сельское поселение    |
| 134 | Рыжоха           | деревня | 1         | Семёновщинское сельское поселение |
| 135 | Рябиновка        | деревня | 2         | Яжелбицкое сельское поселение     |
| 136 | Рябки            | деревня | 8         | Яжелбицкое сельское поселение     |
| 137 | Рядчино          | деревня | 0         | Едровское сельское поселение      |
| 138 | Савкино          | деревня | 9         | Ивантеевское сельское поселение   |
| 139 | Селилово         | деревня | 14        | Любницкое сельское поселение      |
| 140 | Селище           | деревня | 36        | Едровское сельское поселение      |
| 141 | Сельско          | деревня | 0         | Костковское сельское поселение    |
| 142 | Семёнова Гора    | деревня | 9         | Едровское сельское поселение      |
| 143 | Семёновщина      | деревня | 208       | Семёновщинское сельское поселение |
| 144 | Серганиха        | деревня | 6         | Костковское сельское поселение    |
| 145 | Середея          | деревня | 5         | Короцкое сельское поселение       |
| 146 | Симаниха         | деревня | 10        | Ивантеевское сельское поселение   |
| 147 | Сиротино         | деревня | 0         | Любницкое сельское поселение      |
| 148 | Соколово         | деревня | 2         | Костковское сельское поселение    |
| 149 | Сопки            | деревня | 6         | Костковское сельское поселение    |
| 150 | Соснино          | деревня | 5         | Семёновщинское сельское поселение |
| 151 | Сосницы          | деревня | 49        | Любницкое сельское поселение      |
| 152 | Сосницы          | деревня | 3         | Семёновщинское сельское поселение |
| 153 | Среднее Носакино | деревня | 3         | Едровское сельское поселение      |
| 154 | Станки           | деревня | 7         | Рощинское сельское поселение      |
| 155 | Старая Ситенка   | деревня | 6         | Едровское сельское поселение      |
| 156 | Старина          | деревня | 34        | Едровское сельское поселение      |
| 157 | Старово          | деревня | 26        | Едровское сельское поселение      |
| 158 | Старые Удрицы    | деревня | 0         | Любницкое сельское поселение      |
| 159 | Стекляницы       | деревня | 2         | Костковское сельское поселение    |
| 160 | Сухая Ветошь     | деревня | 4         | Ивантеевское сельское поселение   |
| 161 | Сухая Нива       | деревня | 71        | Семёновщинское сельское поселение |
| 162 | Теребень         | деревня | 13        | Костковское сельское поселение    |
| 163 | Терехово         | деревня | 4         | Рощинское сельское поселение      |
| 164 | Труфаново        | деревня | 4         | Едровское сельское поселение      |
| 165 | Углы             | деревня | 4         | Любницкое сельское поселение      |
| 166 | Угриво           | деревня | 4         | Яжелбицкое сельское поселение     |
| 167 | Ужин             | деревня | 2         | Рощинское сельское поселение      |
| 168 | Усадье           | деревня | 18        | Рощинское сельское поселение      |
| 169 | Усиха            | деревня | 5         | Костковское сельское поселение    |
| 170 | Усторонье        | деревня | 10        | Костковское сельское поселение    |
| 171 | Фишуки           | деревня | 0         | Семёновщинское сельское поселение |
| 172 | Харитониха       | деревня | 7         | Едровское сельское поселение      |
| 173 | Холмы            | деревня | 8         | Семёновщинское сельское поселение |
| 174 | Чавницы          | деревня | 6         | Яжелбицкое сельское поселение     |
| 175 | Чирки            | деревня | 0         | Яжелбицкое сельское поселение     |
| 176 | Шилово           | деревня | 0         | Яжелбицкое сельское поселение     |
| 177 | Шугино           | деревня | 9         | Яжелбицкое сельское поселение     |
| 178 | Шуя              | деревня | 160       | Рощинское сельское поселение      |
| 179 | Яблонка          | деревня | 66        | Семёновщинское сельское поселение |
| 180 | Яжелбицы         | село    | 1402      | Яжелбицкое сельское поселение     |
| 181 | Язвищи           | деревня | 14        | Семёновщинское сельское поселение |
| 182 | Яконово          | деревня | 0         | Ивантеевское сельское поселение   |
| 183 | Ямница           | деревня | 10        | Любницкое сельское поселение      |
| 184 | Ящерово          | деревня | 17        | Рощинское сельское поселение      |

## Экономика
- ЗАО «Завод «Юпитер» — оптико-механическое производство
- АО «ОКБ «Валдай» — производство продукции специального и  гражданского назначения
- ООО «Профбумага» — производство бумажных изделий хозяйственно-бытового и санитарно-гигиенического назначения
- ООО «Валдайский механический завод» — производство насосов
- ООО «Валдай»  —  переработка и консервирование фруктов и     овощей
- ФКУ  ИК- 4 УФСИН —  производство пиломатериалов, спецодежды, прочих готовых механических изделий

На территории района действуют 4 сельскохозяйственных предприятия: 
СПК «Любница»;  
ГП совхоз «Красная Звезда»;  
ОП «Племптицерепродуктор» ООО "Белгранкорм-Великий Новгород»;  
ОП Участок откорма птицы «Яжелбицы» ООО «Новгородский бекон»;  
Осуществляют деятельность 30  крестьянских (фермерских) хозяйств наиболее крупные: ИП  К(Ф)Х Широков И.Н. (мясное животноводство);   ИП К(Ф)Х Наволоцкого С. А. (картофелеводство);  ИП К(Ф)Х Николаева О. А. (птицеводство, мясо-молочное животноводство); ИП К(Ф)Х Вирокайтис И.Г. (картофелеводство).
Переработка сельскохозяйственной продукции:
- ООО «Валдай» — переработка и консервирование  фруктов и овощей;
- ООО «Большое Замошье» (Любницкий молочный завод);
- ООО «Валдайский хлеб»

Выращивание рыбы: ООО «Валдайский рыбхоз»

## Транспорт
Через район проходят
- автомобильная трасса Санкт-Петербург — Москва

железнодорожные пути Октябрьской железной дороги:
- Бологое — Дно
- Валдай является конечно точкой автобусного маршрута Санкт-Петербург-Валдай, который проходит через г. Чудово (Новгородская область), Великий Новгород,Крестцы.

## Достопримечательности
- Иверский монастырь
- На территории района находится часть Валдайского национального парка.

## Люди, связанные с районом
- Святитель Тихон Задонский, родился в селе Короцко (ныне деревня) в 1724 году.
- Павлов Яков Федотович, герой Советского Союза, родился в деревне Крестовая в 1917 году.